# Jehličková tiskárna

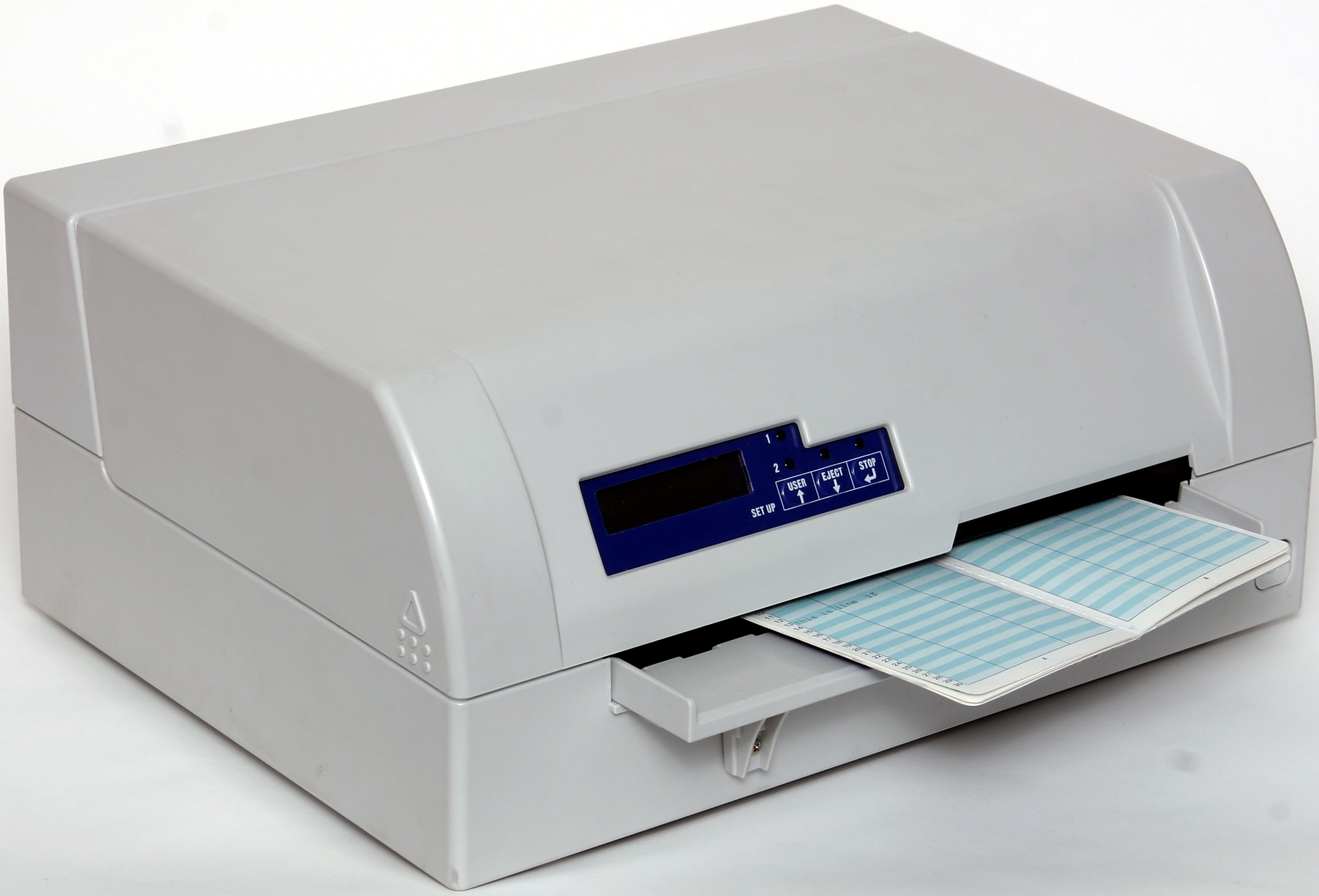
Jehličková tiskárna

Jehličkové tiskárny jsou druh tiskáren, které používají k tisku tiskovou hlavu, která se pohybuje ze strany na stranu po listu papíru a přes barvící pásku naplněnou inkoustem se otisknou jehličky na papír. Funguje obdobně jako klasický psací stroj, s tím rozdílem, že můžeme vybírat různé druhy písma, nebo popřípadě tisknout obrázky. Vzhledem k tomu, že se při tisku využívá mechanického tlaku, tyto tiskárny mohou vytvářet kopie pomocí uhlového papíru (tzv. kopíráku).
Každý bod je vykreslen malou kovovou jehlou, řízenou elektromagnetem, a to buď přímo, nebo pomocí malých vahadel. Pohyblivá část tiskárny se nazývá hlava a při přejetí listu papíru z jedné strany na druhou stranu papíru vytiskne jeden řádek textu. Většina jehličkových tiskáren má uložené jehličky vertikálně a v případě většího množství jehliček se zvyšuje hustota dopadu jehliček a tím i kvalita tisku. Počet jehliček je 2, 7, 9, 18, 24 a více
Tyto tiskárny jsou oproti laserovým, nebo inkoustovým tiskárnám výrazně pomalejší, ale i nadále se využívají například ve veřejné dopravě v označovačích jízdenek.
U jehličkové tiskárny se k tisku využívá tisková hlava, která obsahuje sadu pod sebou umístěnou jehliček.

## Vývoj jehličkových tiskáren
První tiskárna LA30 byla na 30 znaků za sekundu a byla uvedena na trh v roce 1970 firmou Digital Equipment Corporation v Maynardu, Massachusetts. Velikost písma byla 7x5 bodů a na list papíru se mohlo vytisknout až 80 sloupců textu. Vše bylo řízeno pomocí krokových motorů. Připojit se dalo jak přes sériové tak i paralelní rozhraní.
Po LA30 následoval v roce 1974 typ LA36, který dosáhl mnohem větší komerční úspěch než jeho předchůdce. Používala se zde stejná tisková hlava, jako u LA30, ale s větším počtem tisknutelných sloupců a to až 132. Tiskárna byla schopna vytisknout 60 znaků za sekundu. Zde jsou jiné typy:
- LA180 – 180 c/s řádková tiskárna
- LS120 – 120 c/s terminál
- LA120 – 180 c/s moderní terminál
- LA34 – redukovaný terminál
- LA38 – LA34 s více nastaveními
- LA12 – přenosný terminál

V roce 1970 přišla firma Centronics s tiskárnou Centronics 101. Hledání spolehlivého mechanismu vedlo firmu ke spolupráci s japonskou firmou Brother Industries. V tiskárnách bylo použito paralelní rozhraní, které bylo po roce 1990 1998 vystřídáno rozhraním USB.
Od 70. do 90. let byly jehličkové tiskárny nejvíce používané ve spojení s osobními počítači. Epson MX-80 byl průkopnický model, který byl oblíbený hlavně kvůli ceně. Kvalita tisku nebyla příliš vysoká (60dpi horizontální, vertikální 72dpi). Používáním různých softwarových technologií, jako například tzv. doublestrike (tisk každého řádku dvakrát, nad 100 dpi se nepoužívalo kvůli nečitelnosti) a double-density (zpomalení tiskové hlavy, aby byl zápis jehliček přesnější) se zvyšovala kvalita tisku.
Software zaměřený na zpracování textu i na grafiky se stal běžnou součástí osobních počítačů, neboť uživatelé chtěli tisknout text i obrázky. Postupem času se zvýšila rychlost tisku i kvalita (60–240 dpi) a začala éra barevného tisku. Rychlejší tisk samozřejmě znamenal vyšší hlučnost tiskárny. Některé tiskárny umožňovaly tisk různých druhů písma.
Inkoustové pásky se dělí na jednorázové a s možností doplnění. S jednorázovými byla kvalita tisku vyšší, neboť při opakovaném používání je páska na místech, kde dopadla jehlička slabší a při opakovaném naplnění už neudrží tolik náplně.
Barevný tisk se řešil vícebarevnou páskou. Při tisku se používala vždy jiná část pásky. Požadovaná barva se dosáhla vícenásobným tiskem do stejného místa přes jinou barvu pásky. Nevýhodou bylo časté obarvení barev barvou černou, takže obrázky byly spíše pro ilustrace, než pro tisk fotografií.

## Druhy jehličkových tiskáren
- 1jehličkové a 2jehličkové: pomalé, ale jednoduché (např. BT100).
- 7jehličkové: poskytují tisk s velmi nízkou kvalitou a jsou používány pouze ve speciálních případech, jako jsou např. pokladny v prodejně, kde na kvalitu tisku nejsou kladeny téměř žádné nároky.
- 9jehličkové: dovolují tisk v režimu NLQ (Near Letter Quality – blízký dopisní kvalitě). Tento režim svou kvalitou tisku odpovídá přibližně kvalitě elektrického psacího stroje. Tyto tiskárny jsou vhodné pro tisky výpisů programů a pro tisk dokumentů, na jejichž kvalitě příliš nezáleží.
- 24jehličkové: umožňují kvalitnější tzv. LQ (Letter Quality – dopisní kvalita) režim tisku. Oproti 9jehličkovým tiskárnám mají větší rychlost tisku. Jsou používány pro dokumenty s nízkou kvalitou tisku.

## 24jehličkové tiskárny
V roce 1980 zvýšili výrobci počet jehliček až na 24. Zvýšení počtu bylo nezbytné kvůli obchodu na asijských trzích a nečitelnosti znakového písma. Vzhledem ke špatné kvalitě barev a vyšším provozním nákladům se zůstalo především u černobílých tiskáren. V porovnání se staršími modely s menším počtem jehliček je tisk rychlejší a kvalita tisku vyšší
(360x360 dpi). Většina výrobců se dále zaměřila spíše na rychlost, než na kvalitu tisku, z důvodu nástupu inkoustových tiskáren.

## Použití jehličkové tiskárny dnes
Jehličkové tiskárny se stále ještě využívají, i přes nižší kvalitu tisku. Dnes je můžeme najít v zařízeních jako jsou pokladny, bankomaty, nebo prodejní terminály. Jsou využívány také tam, kde je potřeba tisknout na traktorový papír s více kopiemi, ve skladových areálech a průmyslových podnicích pro tisk textu bez potřeby grafiky. Mají také hned po řádkových tiskárnách nejnižší náklady na tisk. Jsou více odolné vůči teplotě a špatným provozním podmínkám a tak je můžeme najít v mnoha průmyslových zařízeních. Jednoduchost a odolnost umožňuje výměnu pásky i méně zdatným uživatelům.

## Výhody
Malé náklady na tisk a použití traktorového papíru. Jsou spolehlivé a použitelné tam, kde tolik nezáleží na kvalitě tisku.

## Nevýhody
V případě tisku grafiky dosti pomalé. V případě tisku prostého textu však mohou dosahovat až rychlosti 1550 znaků/sek. Lze tisknout jen grafiku s nízkým rozlišením a omezenou paletou barev. Nevýhodou jehličkových tiskáren je také jejich hluk.